# Pteris friesii
Pteris friesii är en kantbräkenväxtart som beskrevs av Georg Hans Emmo Wolfgang Hieronymus. Pteris friesii ingår i släktet Pteris och familjen Pteridaceae. Inga underarter finns listade.